# Visiones
Visiones: notas del seminario impartido en 1930-1934 por C. G. Jung (en inglés Visions: Notes of the Seminar Given in 1930-1934 by C. G. Jung) son una serie de conferencias presentadas por el psiquiatra y psicólogo suizo Carl Gustav Jung en las que expone el proceso de individuación de una mujer joven, Christiana Morgan, e incluye series de brillantes pinturas de sus visiones. Forman parte de su Obra completa, sección B. Seminarios.

## Contenido

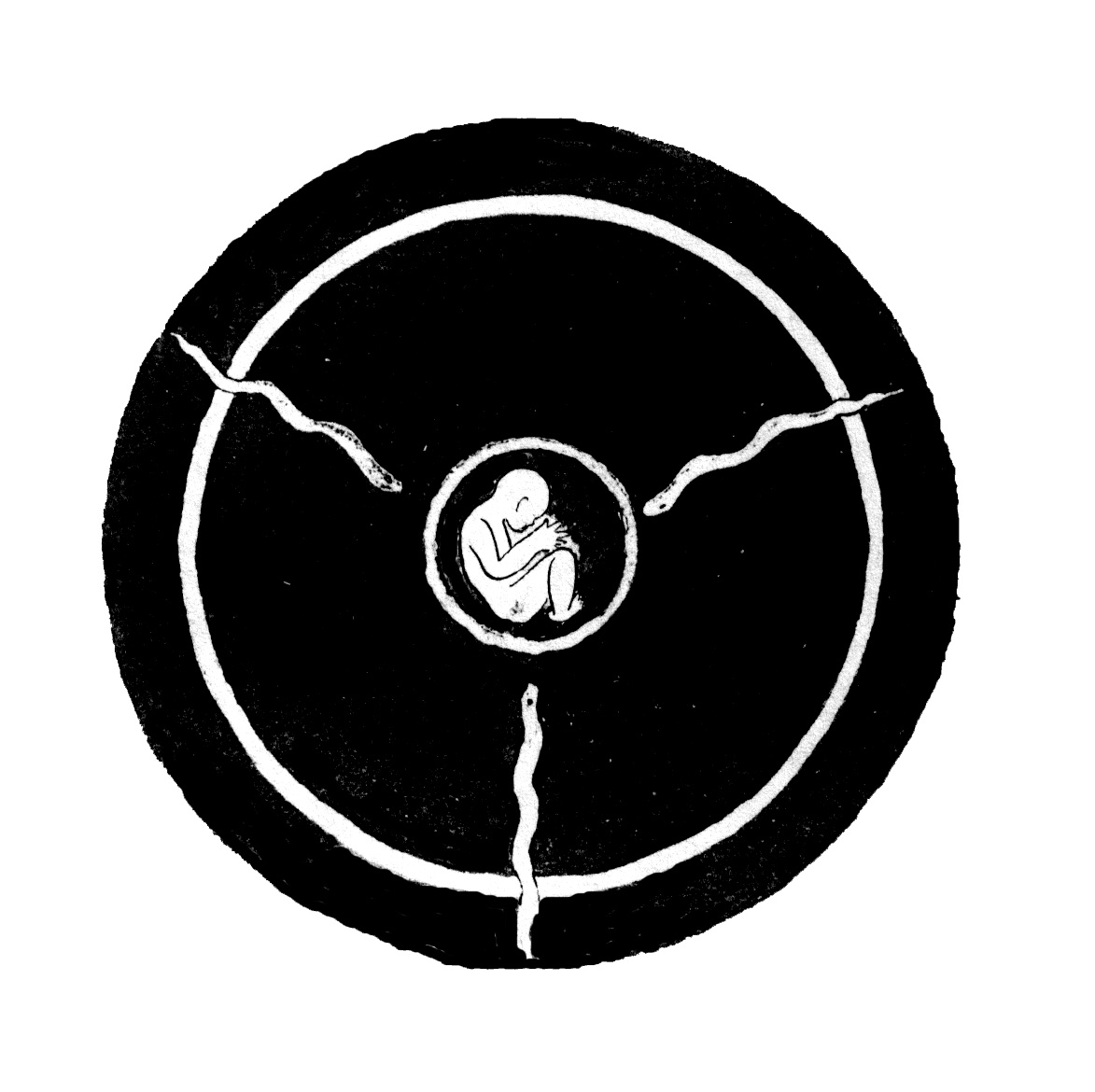
Ilustración incluida en Visiones.

El texto publicado en la edición inglesa de 1997 es el de la "nueva" versión (revisada), que María Foote, su editora original, emitió privadamente en doce volúmenes multigrafiados entre 1939 y 1941. La primera versión, transcrita a partir de notas taquigráficas tomadas en las sesiones del seminario, había aparecido a intervalos entre 1931 y 1935.
Para C. G Jung, la bella y talentosa Christiana Morgan de 28 años de edad, era una fuerza inspiradora y confirmadora cuyo camino de autoanálisis corría parejo con su propia búsqueda de autoconocimiento. Al enseñar a Morgan la técnica de la imaginación activa, Jung la inició en una peregrinación de encuentros arquetípicos tras una búsqueda de integración psicológica, encuentros que registró en las palabras y brillantes pinturas que conformaron la base del seminario que Jung impartiría a su Círculo en Zúrich. Las transcripciones cuidadosas de las notas del seminario se combinan con reproducciones en color de las pinturas de las visiones, ofreciendo una perspectiva sin precedentes de Jung como profesor y como hombre. Este habla con franqueza y de manera brillante en un diálogo con los miembros del seminario sobre las visiones de Morgan, incluso mientras se debate con el principio femenino en su temática y en su propia psique. Las teorías de sus años de investigación intelectual, el ánima y el ánimus, el proceso de individuación, los arquetipos mitopoéticos de lo inconsciente colectivo, todas cobran vida en el imaginario de fuego de la búsqueda de la visión.
Morgan pinta un paisaje imaginario donde el yo femenino cruza en la inconsciencia de la noche y de la muerte. En su visión une tierra y cielo, cuerpo y espíritu, lo infernal y lo sublime. Al relatar su viaje, Jung emplea su gama completa de erudición y experiencia profesional mientras desenreda la madeja de paralelismos arquetípicos del mito occidental y del yoga oriental.

## Índice
Para una consulta de la extensa tabla de contenidos véase referencia.

## Edición en castellano
- Jung, Carl Gustav (Inédito). Obra completa de Carl Gustav Jung. B. Seminarios. Visiones [1930-1934] (1998). Madrid: Editorial Trotta.